# 三重野康
三重野 康（みえの やすし、1924年（大正13年）3月17日 - 2012年（平成24年）4月15日）は、第26代日本銀行総裁。

## 来歴・人物
現在の東京都生まれ。満鉄に勤務した父親の転勤で、生後間もなく 満洲に渡り、小学校卒業まで満州で育った。中学1年から2年の1学期までの1年あまりを大分県の伯母宅で過ごし、大分中学校に通う。この時の同級生に前大分県知事の平松守彦がいる。中学2年の2学期から卒業までを満州に戻って地元の鞍山中学を卒業。当時父は鞍山市長を務めていた。一高に進む。三重野自身は、故郷は満州、大分は第二の故郷と話していた。
一高時代の同クラスには、髙木友之助、作家の清岡卓行、青山行雄、牟田口義郎らがいた。特に中国文学者で教育者であった髙木と最も親しく、漢文を教えていた阿藤伯海に指導を受け、そのつながりで「漢字文化振興会」の会長や「全日本漢詩連盟」（2003年3月発足）相談役を務めている。
また一高の全寮委員長でもあり、有力な大蔵官僚となった同期生に長岡實、大倉真隆などがおり、そのためか日銀を支配下に置いていた大蔵官僚たちも、三重野の前に出ると皆アタマを下げに行っていたという逸話もあった。
東京大学法学部政治学科を卒業後、1947年10月に日本銀行入行。採用試験場では、当時の採用部長（のち総裁）であった佐々木直が助け舟を出してくれた。松本支店長、総務部長、営業局長、理事を経て、1984年12月に澄田智総裁の下で副総裁に就任。澄田が元大蔵省事務次官で、天下り組ということもあって、この頃から日銀プロパーの三重野が、同行の実質的な最高実力者として長らく同行の金融政策決定に絶大な影響力を揮うことになった。
1980年からの利下げ局面が長引く中で金融引き締めに転じたかった三重野は、1985年9月のプラザ合意を奇貨とし、利上げへの地ならしも兼ねて、腹心であった営業局長の佃亮二に「高目放置」を主導させた。大蔵省や海外当局からの抗議で「高目放置」が取り止めになり逆に公定歩合が引き下げられると、澄田・ボルカー会談で利下げを前向きに検討するとの言質をボルカーに与えたことなどから澄田がさらなる利下げに動こうとしたことに強く反対し、「乾いた薪」論を展開して金利引き上げを模索するようになった。
資産価格バブルを金融政策で防止するためには、「統計上の物価の安定」が実現している段階で大幅な金利引上げが必要となるため国民に対しては十分に説得的とはいえなかったことや、大蔵省や海外当局からの圧力の中で利下げが決められたという経緯もあって、結果として利上げが遅れバブルの生成を許すことになる。
1989年12月、同行の第26代総裁に就任すると矢継ぎ早の金融引締め政策を実施。「平成の鬼平」ともいわれたが、澄田前総裁の下で投機によって膨張を続けたバブル経済を崩壊させた（失われた10年を起こした）とされる。
三重野総裁は、前総裁である澄田日銀総裁の政策を転換し、行き過ぎたバブル潰しとバブル崩壊後の金融緩和を遅らせた。また小出しにしたことの結果、金融の引き締め環境が続き、その後のデフレと「失われた20年」を招来させた。
その処理・経済再建の課題を、後任の松下康雄に委ねた形となった。三重野は総裁退任後も、「インフレなき経済成長」を唱導し、長期（特に日銀出身の速水優が総裁在任中）にわたり、隠然たる影響力を保っていたと言われている。
1995年東京共同銀行問題に関し、衆議院予算委員会で証人喚問を受けた。
1995年から1999年まで杏林大学社会科学部及び総合政策学部で客員教授を務めた。2002年から2004年まで杏林大学大学院国際協力研究科の客員教授を務めた。2010年9月から10月にかけ、東京新聞夕刊に回想記「この道」を連載。
相撲に対する造詣が深く（親友髙木友之助の実家が第4代立浪部屋で、一時下宿していた）、1990年代初頭から2005年まで横綱審議委員会の一員であった。
2012年4月15日、東京都内の病院で心不全のため死去した。88歳没。

## バブル経済とその崩壊への対処
バブル景気による地価上昇が、一般庶民の土地購入を苦しめていたこともあって（当時のサラリーマンにとって、東京都内に家を建てる事はできなかった）、それを果敢に退治する三重野を、マスメディアは「平成の鬼平」と賞賛した（佐高信など）。
しかし、この時の行き過ぎたバブル潰しが結果的に失敗となったことで、その後のデフレーション（失われた10年・失われた20年・失われた30年）を招来せしめたとして批判されている。
(一方で、1992年（平成4年）には、宮沢喜一内閣総理大臣と共に、日銀特融の形で公的資金投入を模索したことが知られているが、財界や大蔵省の反対に遭って宮沢が方針を撤回し、果たせなかった。後に宮澤は、当時の政官民の主要人物で、危機意識を共有していたのは三重野だけであったと述懐している。しかし、三重野は自ら日銀特融として公的支援することを宮沢に約束していたにもかかわらず、宮沢が各方面の反対を受けてあっさりと腰砕けになってしまったことに非常に苛立っていたという。)
2000年（平成12年）にFRBのアラン・グリーンスパン議長がアメリカのITバブルを無事に軟着陸させた為、同様の指摘が強まることとなった。この件については、当時、三重野の姿勢を持ち上げるだけ持ち上げた報道機関の見識を問う声も存在する。さらに、サブプライムローン問題に端を発する世界金融危機後のアメリカ合衆国、イギリスなどで、中央銀行による量的金融緩和政策が採られた結果、日本のように10年以上に渡る景気停滞を迎えることなく順調に景気回復に向かっている。
さらに、2013年（平成25年）のアベノミクス以降は、リフレ派が勢いを増したことから、三重野ないし当時の日本銀行への批判はさらに高まった（例えば、慶大教授・竹森俊平：『世界デフレは三度来る』など）。特に、バブル崩壊後の金融緩和が遅れ、また小出しとなった結果、日本の経済にとっては金融引き締め環境が続いたことの影響は大きかったと指摘される。

## 経歴
- 1941年 - 満州・鞍山中学から旧制第一高等学校文科丙類入学
- 1947年 - 四街道の陸軍野戦砲兵学校を経て、東京大学法学部政治学科卒業
- 1947年10月 - 日本銀行入行、計画局
- 1948年7月 - 国庫局
- 1950年6月 - 営業局
- 1952年4月 - 経済安定本部調査課
- 1953年8月 - 営業局
- 1956年2月 - 秘書室総裁秘書
- 1958年11月 - ニューヨーク駐在
- 1961年1月 - 外国為替局
- 1964年4月 - 外国局業務課長
- 1965年5月 - 総務部企画課長
- 1967年11月 - 松本支店長
- 考査局考査役
- 人事部次長
- 総務部長
- 1975年 - 営業局長
- 1978年4月 - 理事
- 1984年12月 - 副総裁
- 1989年12月 - 総裁
- 1994年12月 - 総裁退任

## 著書
- 『日本経済と中央銀行』（東洋経済新報社 1995年）、総裁在任中の講演録
- 『赤い夕陽のあとに』（新潮社 1996年）、自伝エッセイ
- 『利を見て義を思う』（中央公論新社 2000年）、講義録、巻末に友人で日銀副総裁の藤原作弥との対談。